# Allium salinum
Allium salinum — вид рослин з родини амарилісових (Amaryllidaceae); ендемік Китаю.

## Поширення
Ендемік північно-східного Китаю.